# Wild Bill Hickok

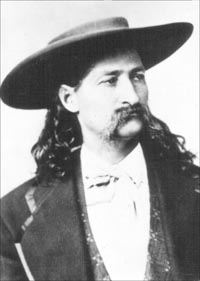
Wild Bill Hickok

Wild Bill Hickok eller Wild Bill, egentligen James Butler Hickok, född 27 maj 1837 i Troy Grove i LaSalle County, Illinois, död 2 augusti 1876 i Deadwood, South Dakota, var en legendarisk amerikansk revolverman i vilda västern. Han sköts till döds på en saloon i Deadwood under ett pokerspel. Handen han satt med vid tillfället, par i svarta ess och svarta åttor, har senare givit upphov till uttrycket "Död mans hand".

## Biografi

### Yrkesliv
Under amerikanska inbördeskriget tjänstgjorde han som skarpskytt för Nordstaternas general Jim Lanes fristatsstyrkor i Kansas mot gränsrövarna. Han var därefter sheriff under åtta månader i Hays, Kansas, Fort Riley och Abilene.
I tidningen Harpers Monthly från februari 1867 beskriver överste George Ward Nichols sitt möte med Wild Bill i Springfield, Missouri: "Han var 6 fot 2 tum, långt vågigt hår, bröst som en tunna, smal midja prydd med två colts, behagfullt, värdigt uppträdande. Och under en bredhättad sombrero ett lugnt, manligt ansikte, så nobelt i sitt uttryck att det fullständigt motsade sin ägares historia. Ögon så milda som en kvinnas, så milda att man inte kunde tro att man såg in i ögon som stakat ut vägen till hundratals mäns död."
Det påstås att Wild Bill framför allt ångrade en händelse utanför hans bostad i Abilene den 5 oktober 1871, då Bills vicesheriff Mike Williams skulle avvisa en spelare ur staden. I samband med omfattande skottlossning tog Bill miste på person och sköt ihjäl Williams. Ett ögonvittne beskrev scenen efteråt så här: "Tårar är räddningen för kvinnans själ. Utan dem skulle hon inte överleva. Ibland räddar de också starka män. Jesus grät, det gjorde också Wild Bill." Händelsen resulterade i att Bill avskedades med motiveringen att "staden inte behöver hans tjänster längre." 
I slutet av sin karriär tillhörde Bill en kort tid ett resande teatersällskap i vilda västern-showen Scouts of the Plains. Tillsammans med William Frederick Cody, "Buffalo Bill", och före detta spejaren Texas Jack Omohundro, gestaltade han en luggsliten karikatyr av sig själv. "När han kommer in på scenen inför en publik, kunde han knappt få fram ett ord", recenserade Buffalo Bill.

### Dödsskjutningen i Deadwood och eftermäle
På kvällen den 2 augusti 1876 spelade han sitt favoritkortspel poker, med tre goda vänner på Carl Manns saloon i staden Deadwood i det dåvarande Dakotaterritoriet. Han var ivrig att börja kortspelet och satte sig – helt olikt honom – med ryggen mot ingången till baren.
En annan revolverman, Jack McCall, kom in i lokalen och gick längs bardisken tills han befann sig helt bakom Hickok. Då sköt han Wild Bill bakifrån i huvudet med en Colt 45. Wild Bill satt just då med en pokerhand som sägs ha bestått av par i svarta ess och svarta åttor. Allt sedan dess kallas denna pokerhand för "Död mans hand". 
Motivet för McCalls dödsskjutning kom aldrig fram, men han ställdes inför en gruvarbetarjury som frikände honom med rösterna 11 mot 1. Dock prövades målet på nytt i Yankton och på frågan varför han inte mötte Wild Bill på öppen gata, svarade han: "Jag ville inte begå självmord". Denna gång fann domstolen honom skyldig och den 1 mars 1877 hängdes McCall i Custer City för mordet på Wild Bill Hickok. 
Wild Bill mötte de flesta av dåtidens "storheter", bland andra Wyatt Earp, John Wesley Hardin, Buffalo Bill, Texas Jack och Billy the Kid, och han betraktas av många som den främste av revolvermännen. USA:s president Dwight D. Eisenhower, som växte upp i Abilene, påpekade en gång att det fanns "en viss hederskodex ... på Hickocks tid när han var marshal i Abilene."
Wild Bill är begravd i Mount Moriah Cemetery i Deadwood.

### Privatliv
Hickok sällskapade en tid med Calamity Jane. Enligt Jane var Wild Bill Hickok far till den dotter Calamity Jane födde den 25 september 1873. Dottern adopterades bort eftersom Bill redan var trolovad med en annan kvinna. Han hade en styvdotter vid namn Emma Hickok.
I mars 1876 gifte sig Wild Bill med den elva år äldre ryttarinnan och cirkusdirektören Agnes Thatcher Lake. Vigseln ägde rum i Cheyenne, Wyoming och efter smekmånaden reste Bill till St Louis för att organisera en guldgrävarexpedition till Dakotastaterna.